# Ours d'or
Ne doit pas être confondu avec Gummibärchen.

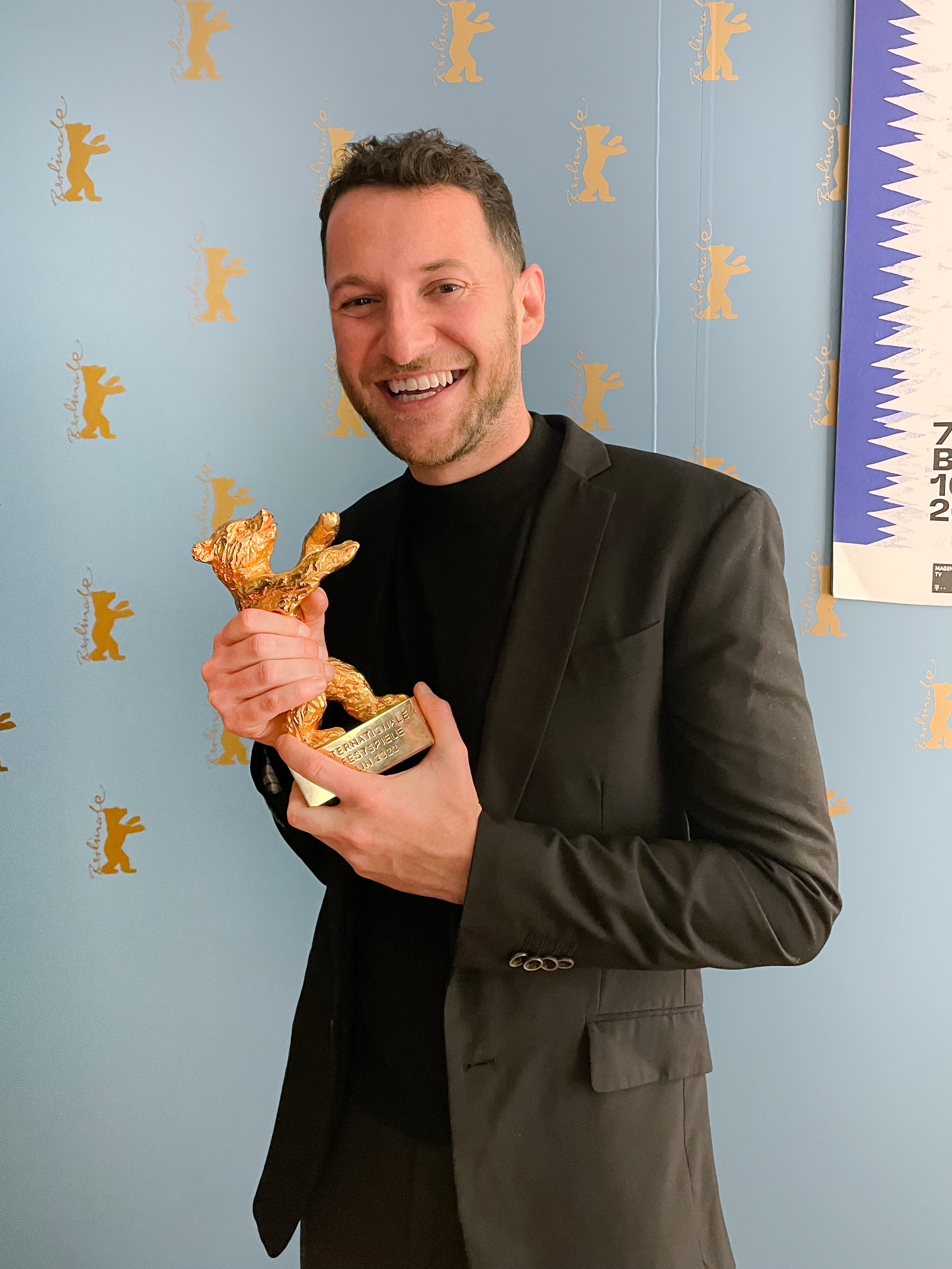
Arnau Vilaró, scénariste du film Alcarràs, tenant l'Ours d'Or du meilleur film au Festival de Berlin en 2022.

L'Ours d'or (Goldener Bär) ou Ours d'or du meilleur film (Goldener Bär für den besten Langfilm) est la plus prestigieuse récompense décernée lors du Festival de Berlin depuis 1951. Il est attribué par le jury officiel à un long métrage de la compétition internationale. L'ours est le symbole de la ville de Berlin.
L'Ours d'or a été sculpté par Renée Sintenis, à partir d'une œuvre initiale présentée en 1932.
Seul le réalisateur taïwanais Ang Lee a obtenu l'Ours d'or à deux reprises (en 1993 et 1996).

## Palmarès
| Année | Film                                 | Titre original                                   | Réalisateur                                       | Pays                          |
| ----- | ------------------------------------ | ------------------------------------------------ | ------------------------------------------------- | ----------------------------- |
| 1951  | Quatre dans une jeep                 | Die Vier im Jeep                                 | Leopold Lindtberg                                 | Suisse                        |
| 1951  | Justice est faite                    |                                                  | André Cayatte                                     | France                        |
| 1951  | La Vallée des castors                | In Beaver Valley                                 | James Algar                                       | États-Unis                    |
| 1951  | Sans laisser d'adresse               |                                                  | Jean-Paul Le Chanois                              | France                        |
| 1951  | Cendrillon                           | Cinderella                                       | Clyde Geronimi, Wilfred Jackson et Hamilton Luske | États-Unis                    |
| 1952  | Elle n'a dansé qu'un seul été        | Hon dansade en sommer                            | Arne Mattsson                                     | Suède                         |
| 1953  | Le Salaire de la peur                |                                                  | Henri-Georges Clouzot                             | France                        |
| 1954  | Chaussure à son pied                 | Hobson's Choice                                  | David Lean                                        | Royaume-Uni                   |
| 1955  | Les Rats                             | Die Ratten                                       | Robert Siodmak                                    | Allemagne de l'Ouest          |
| 1956  | Invitation à la danse                | Invitation to the dance                          | Gene Kelly                                        | États-Unis                    |
| 1957  | Douze Hommes en colère               | Twelve Angry Men                                 | Sidney Lumet                                      | États-Unis                    |
| 1958  | Les Fraises sauvages                 | Smultronstället                                  | Ingmar Bergman                                    | Suède                         |
| 1959  | Les Cousins                          |                                                  | Claude Chabrol                                    | France                        |
| 1960  | El Lazarillo de Tormes               | El Lazarillo de Tormes                           | César Fernández Ardavín                           | Espagne / Italie              |
| 1961  | La Nuit                              | La Notte                                         | Michelangelo Antonioni                            | Italie                        |
| 1962  | Un amour pas comme les autres        | A Kind of Loving                                 | John Schlesinger                                  | Royaume-Uni                   |
| 1963  | Contes cruels du Bushido             | Bushido zanzoku monogatari                       | Tadashi Imai                                      | Japon                         |
| 1963  | L'Amour à la suédoise                | Il Diavolo                                       | Gian Luigi Polidoro                               | Italie                        |
| 1964  | Un été sans eau                      | Susuz yaz                                        | Metin Erksan                                      | Turquie                       |
| 1965  | Alphaville                           |                                                  | Jean-Luc Godard                                   | France / Italie               |
| 1966  | Cul-de-sac                           |                                                  | Roman Polanski                                    | Royaume-Uni                   |
| 1967  | Le Départ                            |                                                  | Jerzy Skolimowski                                 | Belgique                      |
| 1968  | Am-stram-gram                        | Ole dole doff                                    | Jan Troell                                        | Suède                         |
| 1969  | Travaux précoces                     | Rani Radovi                                      | Želimir Žilnik                                    | Yougoslavie                   |
| 1970  | Non décerné                          | Non décerné                                      | Non décerné                                       | Non décerné                   |
| 1971  | Le Jardin des Finzi-Contini          | Il giardino dei Finzi Contini                    | Vittorio De Sica                                  | Italie / Allemagne de l'Ouest |
| 1972  | Les Contes de Canterbury             | I racconti di Canterbury                         | Pier Paolo Pasolini                               | Italie                        |
| 1973  | Tonnerres lointains                  | অশনি সংকেত (Ashani sanket)                          | Satyajit Ray                                      | Inde                          |
| 1974  | L'Apprentissage de Duddy Kravitz     | The Apprenticeship of Duddy Kravitz              | Ted Kotcheff                                      | Canada                        |
| 1975  | Adoption                             | Örökbefogadás                                    | Márta Mészáros                                    | Hongrie                       |
| 1976  | Buffalo Bill et les Indiens          | Buffalo Bill and the Indians                     | Robert Altman                                     | États-Unis                    |
| 1977  | L'Ascension                          | Восхожде́ние (Voskhojdenie)                       | Larissa Chepitko                                  | Union soviétique              |
| 1978  | Las truchas                          |                                                  | José Luis García Sánchez                          | Espagne                       |
| 1978  | Ascensor                             |                                                  | Tomás Muñoz                                       | Espagne                       |
| 1978  | Las palabras de Max                  |                                                  | Emilio Martínez-Lázaro                            | Espagne                       |
| 1979  | David                                |                                                  | Peter Lilienthal                                  | Allemagne de l'Ouest          |
| 1980  | Heartland                            |                                                  | Richard Pearce                                    | États-Unis                    |
| 1980  | Palermo                              | Palermo oder Wolfsburg                           | Werner Schroeter                                  | Allemagne de l'Ouest          |
| 1981  | Vivre vite !                         | Deprisa deprisa                                  | Carlos Saura                                      | Espagne                       |
| 1982  | Le Secret de Veronika Voss           | Die Sehnsucht der Veronika Voss                  | Rainer Werner Fassbinder                          | Allemagne de l'Ouest          |
| 1983  | Ascendancy                           |                                                  | Edward Bennett                                    | Royaume-Uni                   |
| 1983  | La Ruche                             | La colmena                                       | Mario Camus                                       | Espagne                       |
| 1984  | Love Streams                         |                                                  | John Cassavetes                                   | États-Unis                    |
| 1985  | La Femme et l'Étranger               | Die Frau und der Fremde                          | Rainer Simon                                      | Allemagne de l'Est            |
| 1985  | Wetherby                             |                                                  | David Hare                                        | Royaume-Uni                   |
| 1986  | Stammheim                            |                                                  | Reinhard Hauff                                    | Allemagne de l'Ouest          |
| 1987  | Le Thème                             | Тема (Tema)                                      | Gleb Panfilov                                     | Union soviétique              |
| 1988  | Le Sorgho rouge                      | 红高粱 (Hóng Gāoliáng)                           | Zhang Yimou                                       | Chine                         |
| 1989  | Rain Man                             |                                                  | Barry Levinson                                    | États-Unis                    |
| 1990  | Music Box                            |                                                  | Costa-Gavras                                      | États-Unis                    |
| 1990  | Alouettes, le fil à la patte         | Skrivánci na niti                                | Jiří Menzel                                       | Tchécoslovaquie               |
| 1991  | La Maison du sourire                 | La Casa del sorriso                              | Marco Ferreri                                     | Italie                        |
| 1992  | Grand Canyon                         |                                                  | Lawrence Kasdan                                   | États-Unis                    |
| 1993  | Les Femmes du lac des âmes parfumées | 香魂女 (Xiang Hunnü)                             | Xie Fei                                           | Chine                         |
| 1993  | Garçon d'honneur                     | 喜宴 (Hsi Yen)                                   | Ang Lee                                           | Taïwan                        |
| 1994  | Au nom du père                       | In the Name of the Father                        | Jim Sheridan                                      | Royaume-Uni / Irlande         |
| 1995  | L'Appât                              |                                                  | Bertrand Tavernier                                | France                        |
| 1996  | Raison et Sentiments                 | Sense and Sensibility                            | Ang Lee                                           | Royaume-Uni / États-Unis      |
| 1997  | Larry Flynt                          | The People vs. Larry Flynt                       | Miloš Forman                                      | États-Unis                    |
| 1998  | Central do Brasil                    |                                                  | Walter Salles                                     | Brésil                        |
| 1999  | La Ligne rouge                       | The Thin Red Line                                | Terrence Malick                                   | États-Unis                    |
| 2000  | Magnolia                             |                                                  | Paul Thomas Anderson                              | États-Unis                    |
| 2001  | Intimité                             | Intimacy                                         | Patrice Chéreau                                   | France / Royaume-Uni          |
| 2002  | Le Voyage de Chihiro                 | 千と千尋の神隠し (Sen to Chihiro no kamikakushi) | Hayao Miyazaki                                    | Japon                         |
| 2002  | Bloody Sunday                        |                                                  | Paul Greengrass                                   | Royaume-Uni / Irlande         |
| 2003  | In This World                        |                                                  | Michael Winterbottom                              | Royaume-Uni                   |
| 2004  | Head-On                              | Gegen die Wand                                   | Fatih Akın                                        | Allemagne / Turquie           |
| 2005  | Carmen de Khayelitsha                | U-Carmen e-Khayelitsha                           | Mark Dornford-May                                 | Afrique du Sud                |
| 2006  | Sarajevo, mon amour                  | Grbavica                                         | Jasmila Žbanić                                    | Bosnie-Herzégovine            |
| 2007  | Le Mariage de Tuya                   | 图雅的婚事 (Tuya de hunshi)                      | Wang Quan'an                                      | Chine                         |
| 2008  | Troupe d'élite                       | Tropa de elite                                   | José Padilha                                      | Brésil                        |
| 2009  | Fausta                               | La teta asustada                                 | Claudia Llosa                                     | Espagne / Pérou               |
| 2010  | Miel                                 | Bal                                              | Semih Kaplanoğlu                                  | Turquie                       |
| 2011  | Une séparation                       | جدایی نادر از سیمین (Jodaeiye Nader az Simin)    | Asghar Farhadi                                    | Iran                          |
| 2012  | César doit mourir                    | Cesare deve morire                               | Paolo et Vittorio Taviani                         | Italie                        |
| 2013  | Mère et Fils                         | Poziţia copilului                                | Călin Peter Netzer                                | Roumanie                      |
| 2014  | Black Coal                           | 白日焰火 (Bai Ri Yan Huo)                        | Diao Yi'nan                                       | Chine                         |
| 2015  | Taxi Téhéran                         | تاکسی (Taxi)                                     | Jafar Panahi                                      | Iran                          |
| 2016  | Fuocoammare                          |                                                  | Gianfranco Rosi                                   | Italie                        |
| 2017  | Corps et Âme                         | Testről és lélekről                              | Ildikó Enyedi                                     | Hongrie                       |
| 2018  | Touch Me Not                         | Nu mă atinge-mă                                  | Adina Pintilie                                    | Roumanie                      |
| 2019  | Synonymes                            |                                                  | Nadav Lapid                                       | France / Israël               |
| 2020  | Le diable n'existe pas               | شیطان وجود ندارد (Sheytân vodjoud nadârad)       | Mohammad Rasoulof                                 | Iran                          |
| 2021  | Bad Luck Banging or Loony Porn       | Babardeală cu buclucsau porno balamuc            | Radu Jude                                         | Roumanie                      |
| 2022  | Nos soleils                          | Alcarràs                                         | Carla Simón                                       | Espagne                       |
| 2023  | Sur l'Adamant                        |                                                  | Nicolas Philibert                                 | France                        |
| 2024  | Dahomey                              |                                                  | Mati Diop                                         | France / Sénégal / Bénin      |
| 2025  | Dreams                               | Drømmer                                          | Dag Johan Haugerud                                | Norvège                       |